# Anglia történelme
Anglia az Egyesült Királyság egyik tagországa, amely egyben a Brit-sziget legnagyobb és legnépesebb történelmi régiója. Politikai elkülönülése a sziget másik két régiójától, Skóciától és Walestől az angolszászok 5. századi megérkezésétől vette kezdetét. Angliáról, mint politikailag egységes országról azonban igazából csak a 10. századtól beszélhetünk. Ez a szócikk az ekkor kialakult területi egység történelmével foglalkozik. Anglia 10. század előtti és I. Jakab 1603-as trónra lépése utáni történelme ugyanakkor szervesen összekapcsolódik Skócia és Wales történelmével.

## Anglia területe az angolszászok előtt

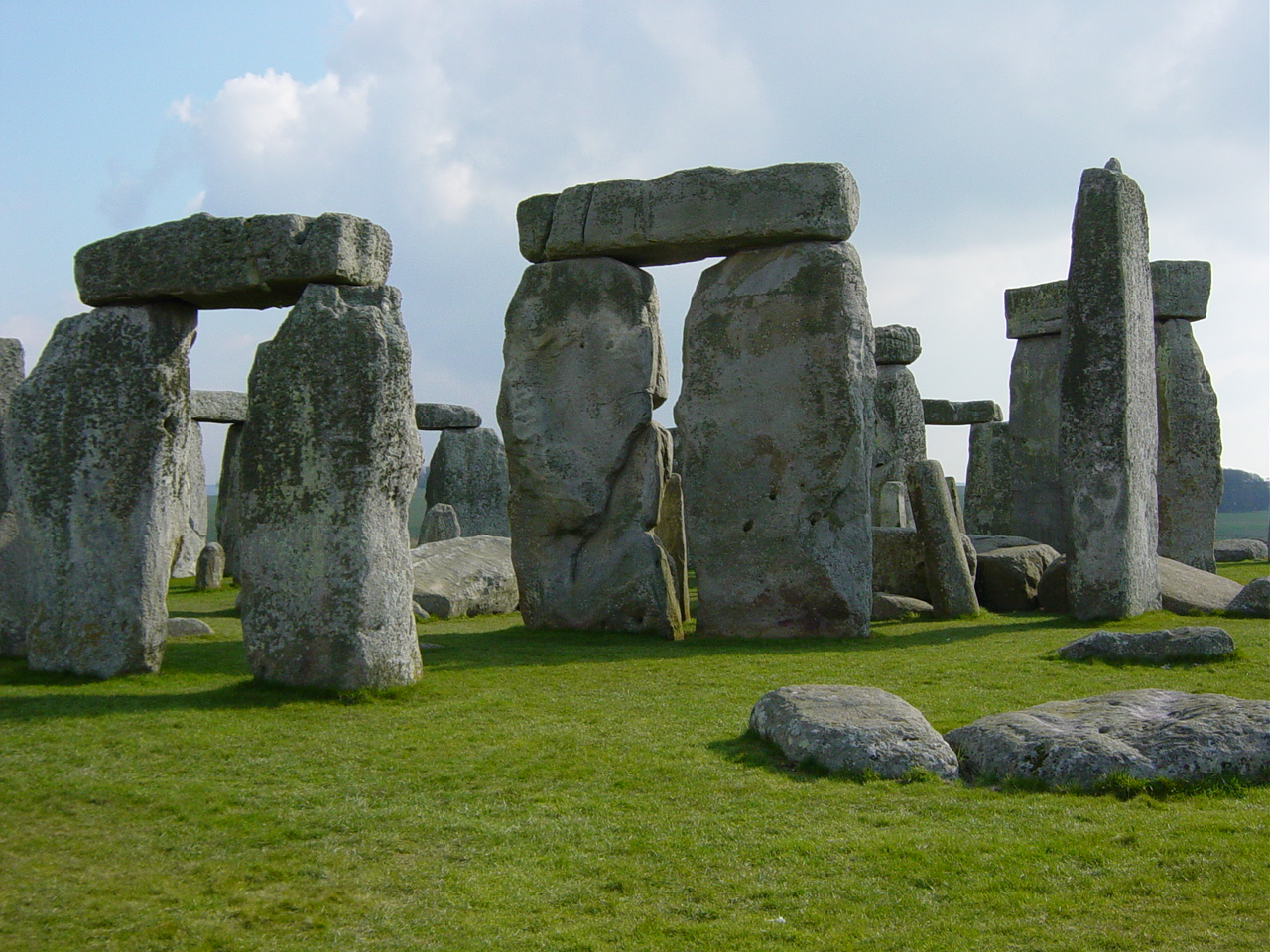
Stonehenge, a híres megalitikus szentély, i. e. 3-2. évezred

A régészeti leletek tanúsága szerint az ember a mai Dél-Angliában sokkal hamarabb letelepedett, mint a Brit-sziget más részein, mivel itt az éghajlat még a legutóbbi jégkorszak glaciális szakaszai idején is sokkal kedvezőbb volt.
A mai Anglia területét az i. e. 1. évezred folyamán a kelta törzsek közé tartozó britonok (vagy ókori britek) lakták (így a rómaiak nevezték el az itt élőket, de a legnagyobb kelta törzs nem a brit volt, hanem a belga). A régió legelső említése a Masszaliai útikalauz (Masszalióté Periplusz) című ókori útleírásban található, melyet az i. e. 6. században a föníciai hajósok használtak. A sziget lakói azonban már sokkal régebben kulturális és kereskedelmi kapcsolatokat alakítottak ki a kontinenssel. Massziliai Pütheász görög kereskedő i. e. 325 körül írta le itteni utazásának történetét. Későbbi írók, mint az idősebb Plinius és Diodorus Siculus megemlítik a Britannia szigetén kitermelt ón jelentőségét, de az ott élő emberekről nem írnak. Tacitus azt írta, hogy nincs számottevő különbség a sziget és Gallia lakosainak nyelvében, és hogy külsőre is hasonlítanak.
Caius Iulius Caesar i. e. 55-ben és 54-ben felderítő célú katonai expedíciókat vezetett Britanniába. De Bello Gallico című művében azt írja, hogy a terület sűrűn lakott és népei hasonlítanak a kontinensen élő gall népcsoportokra. A megtalált pénzérmék és a későbbi római írók nyomán ismerjük néhány briton uralkodó nevét és tetteit.
A britonok szigetét Claudius császár hódította meg i. sz. 43-ban. Az új római provincia neve Britannia lett. A császárkori római szerzőknél viszonylag kevés említés történik Britannia történelméről. Például csak egy mondatot találni arról, hogy miért épült Hadrianus fala. Claudius inváziójáról többet tudunk, és 61-ben Tacitus megírta Boudica (Boadicea) királynő történetét. Az 1. század után azonban a római történetírók már csak a véres eseményeket említik.
Róma fennhatósága az évek során hol erős, hol gyenge volt, 410-ben pedig végleg elhagyták a Brit-szigetet. Ekkor bukkantak fel az angol nép kialakulásában meghatározó szerepet játszó hódító germán törzsek. A hódítók elől Cornwallból, Devonból és a déli területekről sok briton a La Manche-csatornán át Gallia nyugati partvidékére menekült, amelyet korábbi hazájukról Britannia Minornak, azaz „Kis Britanniának” neveztek el (ma Franciaország Bretagne tartománya).

## Britannia angolszász meghódítása
Mai ismereteink szerint a korábbi hazájukból kiszorított germán népcsoportok az 5–6. században két hullámban érkeztek a Brit-szigetre. A germán törzseket először Vortigern, a britonok királya hívta be, hogy segítsenek neki az írek és a piktek elleni harcban. Katonai vezetőik irányításával először a sziget keleti partvidékén telepedtek le. Miközben művelhető alföldeket kerestek, a Temze mellett nyugat felé vándoroltak, és a kevésbé jó minőségű földeket meghagyták a kelta britonoknak. A hódító törzsek nagyobb részét a mai Dániából érkező angolok és a mai Németország északi részéről érkező szászok alkották, kisebb részüket pedig a jütök, a frízek és a frankok egy csoportja. Az angolok adták a nevét később az egész országnak és népének. A két legnagyobb törzs nevéről később a hódítókat együttesen angolszászoknak is nevezték, ami szintén az egész ország népének nevévé vált.
A legújabb nézetek szerint az angolszász hódítók nem söpörték el a kelta britonokat, ahogy azt a 19. században gondolták. A települések területe és sűrűsége alapján végzett becslések szerint 43-ban, amikor a rómaiak elfoglalták a szigetet, a lakosság 3 és fél millió fő lehetett. Sok történész úgy gondolja, hogy az Észak-Európából érkező törzsek szinte semmilyen hatással nem voltak a britek genetikai állományára. Azt az elképzelést, hogy a nagymérvű bevándorlás döntő változásokat okozott volna a britek genetikai állományában, a régészek mára már megcáfolták. Az angol nép kialakulásában az egyik legfontosabb időszak kétségtelenül az angolszászok bejövetele volt. Számuk azonban mindössze 10–25 ezer lehetett, túl kevés ahhoz, hogy kiszorítsák az előttük már ott élőket.
A korabeli temetők emberi maradványainak vizsgálata azt mutatja, hogy az angolszász bevándorlók és a briton őslakosok egymás szomszédságában éltek. A leletekből az is kiderül, hogy a többségben lévő briton lakosságot politikailag egy kisebbségben lévő népcsoport irányította. A korszakban alapvető kulturális változások zajlottak le, például az etnikai identitásban, a népesség génállománya azonban nem, vagy csak alig változott meg.
A britonok sokáig nem voltak képesek összefogni a megszállókkal szemben. A helyben maradtak egyre inkább beolvadtak a szászokba, az elmenekülők pedig mindinkább a nyugati és északi vidékekre szorultak vissza. 495-ben a Badon-hegyi csatában azonban a britonok fölényes győzelmet arattak az angolszász sereg felett. Ez igen fontos politikai és katonai esemény volt, ennek ellenére nem ismerjük a két sereg vezérének nevét. A briton győzelem megállította az angolszász inváziót és hosszú időre békét hozott az őslakosság számára.
A végső csapást az 577-es deorhami vereség jelentette a dél-angliai őslakosság számára. A győztes angolszászok most már az ország nyugati részére, a még egységes utolsó briton területek közé is behatoltak, elvágva Wales területét a mai Cornwall, Devon, Dorset és Somerset megyék területét magába foglaló „Nyugati Wales”-től (West Welsh).
A mai Angliában az egykori briton népesség öröksége két főbb vonatkozásban lelhető fel: egyrészt a helynevekben (például London, Dumbarton, York, Dorchester, Dover, Colchester, illetve bre-, bal-, -dun a hegyek, carr a magas, sziklás helyek, vagy coomb a szűk, mély völgyek nevében). A másik briton örökség genetikai jellegű: míg korábban azt gondolták, hogy az angolszász uralom alá jutott területekről teljesen eltűnt a briton lakosság, az elmúlt másfél évtizedben végzett genetikai és egyéb vizsgálatok (Cristian Capelli, Steven Bassett) kimutatták, hogy számottevő briton népesség maradt a mai Anglia angolszászok által kevésbé benépesített területein.

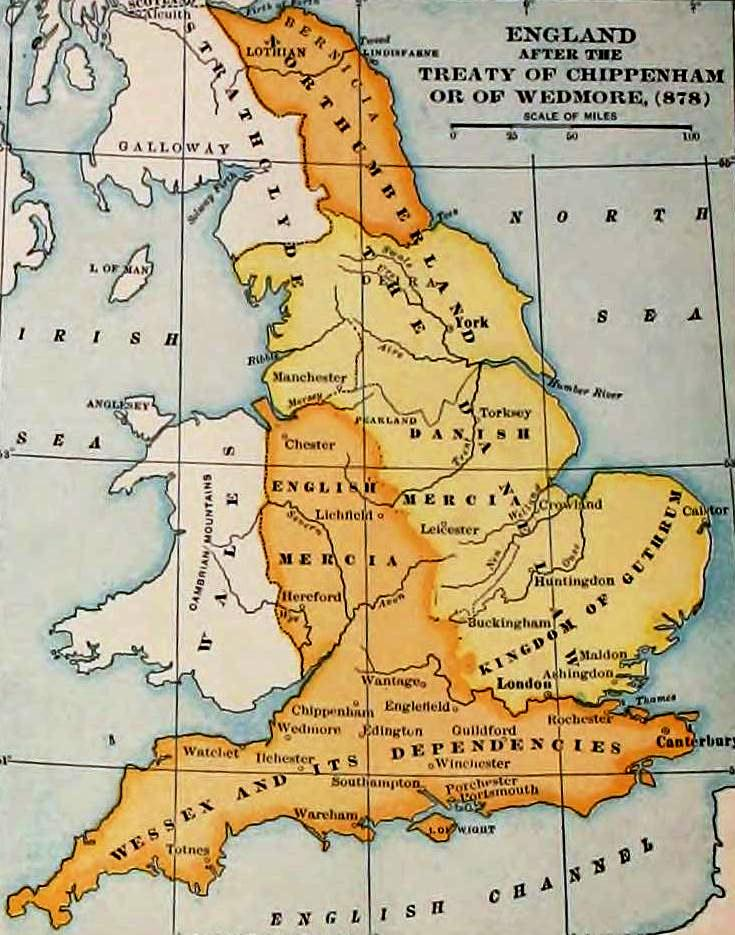
Anglia és Wales 878-ban

829-ben Dore-nál (ma Sheffield külvárosa) Egbert wessexi király elfogadta Eanred northumbriai király behódolását, ezzel ő lett az első angolszász, aki egész Anglia urának mondhatta magát.

## Viking hódítás
A lindisfarne-i apátságot ért 793-as támadással kezdetét vette a viking fosztogatások korszaka.
A rablások, fosztogatások után a vikingek elkezdtek letelepedni és kereskedni a korábbi lakossággal. Sikeres terjeszkedésük révén a 9. századra uralmuk alá vonták a róluk elnevezett Danelaw nevű területet. Egyik legjelentősebb településük a mai York területén feküdt. A viking behatolás az angol nyelvre is jelentős befolyással volt, mivel az óangol és a vikingek által beszélt nyelv közeli rokonsága megkönnyítette az egymásra hatást.

## Anglia a középkorban
Hódító Vilmos 1066-os győzelme Harold Godwinson felett a hastingsi csatában, majd a normann megszállás éles fordulatot hozott a szigetország történelmében. Vilmos első intézkedései között (adózási célzattal) összeíratta az ország lakosságát, annak vagyonát, földjeit.

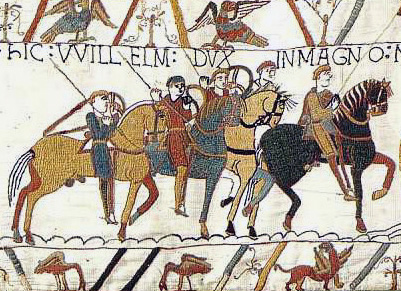
A hastingsi csata ábrázolása a bayeux-i faliszőnyegen

Vilmos egyszerre uralkodott a jelentős hatalomnak számító Normandiában és Angliában. Ő és nemesei anglo-normann nyelven kormányozták a két országot. Ez még évszázadokig az arisztokrácia nyelve maradt, kitörölhetetlen hatást gyakorolva az angol nyelv fejlődésére.
Az angol középkort a gyakori belső és külső háborúk, lázadások, a nemesség és a királyi udvar intrikái jellemezték. Az ország önellátó volt gabonából, tejtermékekből, marha- és birkahúsból. Fő exportcikke a gyapjú volt, amelyet az északi területeken tartott birkákról nyírtak, és Flandriában dolgoztak fel. A flamand textiliparral fenntartott kapcsolatok legalább annyira befolyásolták a korszak angol külpolitikáját, mint a Franciaországhoz fűződő dinasztikus érdekek. Az önálló angol textilipar csak a 15. században jött létre, hatalmas lökést adva az ország gazdaságának, és megteremtve az eredeti tőkefelhalmozás alapját.
I. Henrik jelentős erőfeszítéseket tett az ország reformja és az angolszászok és normannok közötti ellentétek elsimítása érdekében. Egyetlen törvényes fia (hajóbalesetben bekövetkezett) halálával azonban a reformok megakadtak, a király halálával pedig hosszú évekig tartó sötét korszak köszöntött az országra.
István (1135–1154) katasztrofális uralkodása alatt a hatalom a bárók kezébe jutott, s az országban eluralkodott a törvénytelenség, és belharcok törtek ki. Abbéli törekvésében, hogy megbékítse az országba rendszeresen betörő walesieket és skótokat, jelentős területekről mondott le. Vesztét végül unokanővérével, Matildával, V. Henrik német-római császár korábbi feleségével való konfliktusa okozta: István ígéretet tett arra, hogy elismeri Matilda igényét a trónra, ezt azonban nem tartotta be. Emiatt Matilda férjével és féltestvérével 1139-ben partra szállt a szigeten, és fogságba vetette Istvánt.
Bár Matilda foglalta el a trónt, rövid idő múltán azonban ellentétbe került alattvalóival, és elűzték Londonból. Polgárháború tört ki, amely egészen 1148-ig, Matilda Franciaországba való visszatértéig tartott. István, bár nem könnyen, de komolyabb ellenállás nélkül uralkodott haláláig. Miután fia 1153-ban meghalt, megegyezett Matildával, így 1154-ben annak fia lépett trónra II. Henrik néven.
Henrik uralkodása alatt a királyi hatalom megerősödött a bárókéval és az egyházzal szemben. Jelentősen felgyorsult a feudalizmus meghaladása irányába mutató társadalmi fejlődés is.

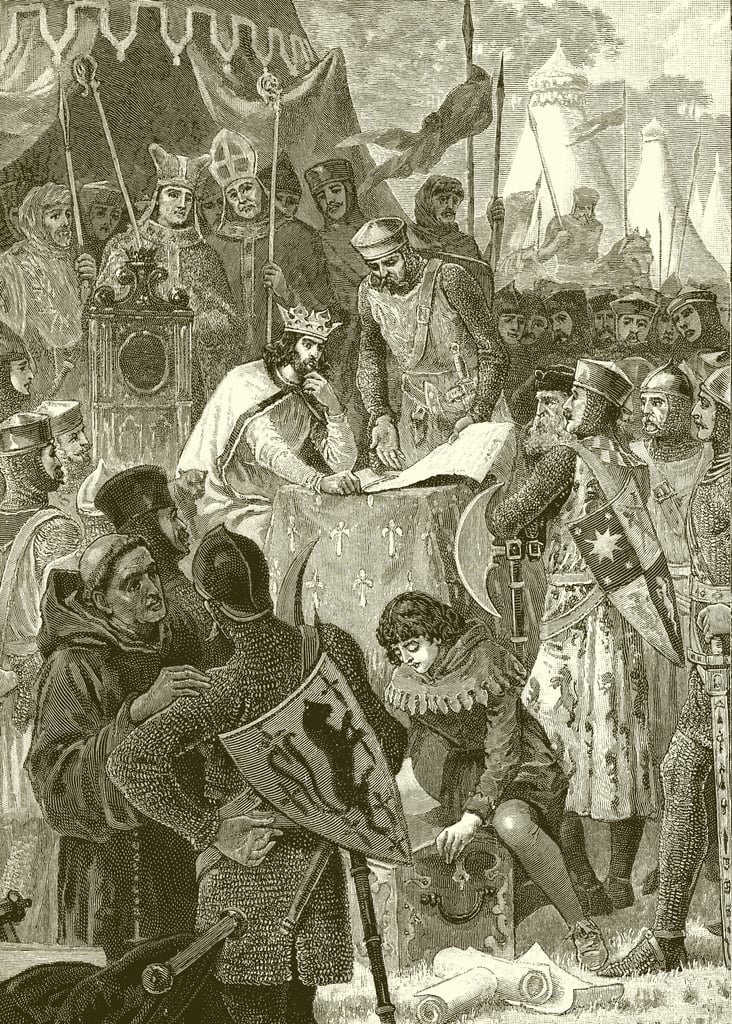
A Magna Carta aláírása (1215)

Utódját, I. (Oroszlánszívű) Richárdot külföldön viselt háborúi kötötték le: a harmadik keresztes hadjárat, és a II. Fülöp ellen franciaországi birtokai megtartásáért vívott háborúk. Öccse, I. (Földnélküli) János ez utóbbiban fivérénél jóval sikertelenebb volt: elvesztette Normandiát (Calais kivételével) és számos más franciaországi birtokot. A hazai nemességgel és az egyházzal végképp elmérgesedett viszonya 1215-ben fegyveres felkeléssé fokozódott, amely rákényszerítette Jánost, hogy aláírja a nemesség jogait garantáló, a király hatalmát korlátozó Magna Cartát.
III. Henrik, János fia mindössze 9 éves volt, amikor trónra lépett. Uralkodását felkelések tarkították, amelyek okai között első helyen szerepeltek a kormányzás hibái, és az, hogy Henrik túlzottan támaszkodott francia udvaroncaira, háttérbe szorítva ezzel az angol nemességet. Az egyik ilyen felkelés során hívták össze először a Parlament elődjét.
I. Eduárd (1272–1307) uralkodása lényegesen sikeresebb volt. Számos törvényt hozott, amelyekkel megerősítette a királyi hatalmat, összehívta az első, hivatalosan szabályozott keretek között működő Parlamenteket. Meghódította Walest (erről szól Arany János Walesi bárdok című verse), és kísérletet tett rá, hogy fia számára megszerezze a skót trónt, ám ez elhúzódó és költséges háborúba torkollott. Bár a botrányos életű II. Eduárd (1307–1327) súlyos vereséget szenvedett Bannockburnnél, a háború végül csak III. Eduárd uralkodásának elején ért véget (1328-ban).
A fekete halál 1349-ben érte el az országot, becslések szerint a lakosság egyharmadát pusztítva el. A külpolitika továbbra is a szomszédok (írek, walesiek, cornwalliak) elleni háborúkra koncentrálódott, valamint a százéves háborúra a franciák és skót szövetségeseik ellen. Ez utóbbi jelentősebb angol győzelmei: Crécy és Azincourt. 1412-ben Henrik herceg (a későbbi V. Henrik) leverte a walesiek által az angol iga lerázására indított utolsó jelentősebb fegyveres felkelést.
III. Eduárd jelentős birtokokat adományozott a királyi családdal rokonságban álló nemesi famíliáknak, amivel megalapozta azok későbbi trónigényének vagyoni (hatalmi) hátterét. II. Richárd autokratikus uralkodása elidegenítette a nemességet, és amikor 1399-ben IV. Henrik letaszította a trónról, ezzel további viszályok magvait vetette el. VI. Henrik 1422-ben kezdődött uralkodása alatt a király személyes és elmebeli gyengeségei miatt az ellentétek robbanásig fokozódtak. A feszültségek végül a  később rózsák háborúja néven ismertté vált polgárháborúban törtek a felszínre, amelyben a királyi hatalom erősen meggyengült. Ennek helyreállítására az első lépéseket IV. Eduárd tette meg, a munka oroszlánrésze azonban VII. Henrikre maradt.

## Anglia a Tudor-korban
A rózsák háborúja 1485-ben, a bosworthi csatamezőn ért véget, ahol a korábban viszonylag ismeretlen, a Lancaster-házzal rokonságban álló Tudor Henrik (a későbbi VII. Henrik) legyőzte York III. Richárdot, aki a csatában elesett. Bár visszatekintve elmondható, hogy ez a győzelem végleg bebiztosította az utódlást a Lancaster-párt számára, Henrik nem lehetett ebben biztos, hisz uralkodása során a York-ház még két alkalommal tett kísérletet a trón visszaszerzésére. Egy jelentősebb (cornwalli) lázadástól eltekintve uralkodását béke jellemezte.

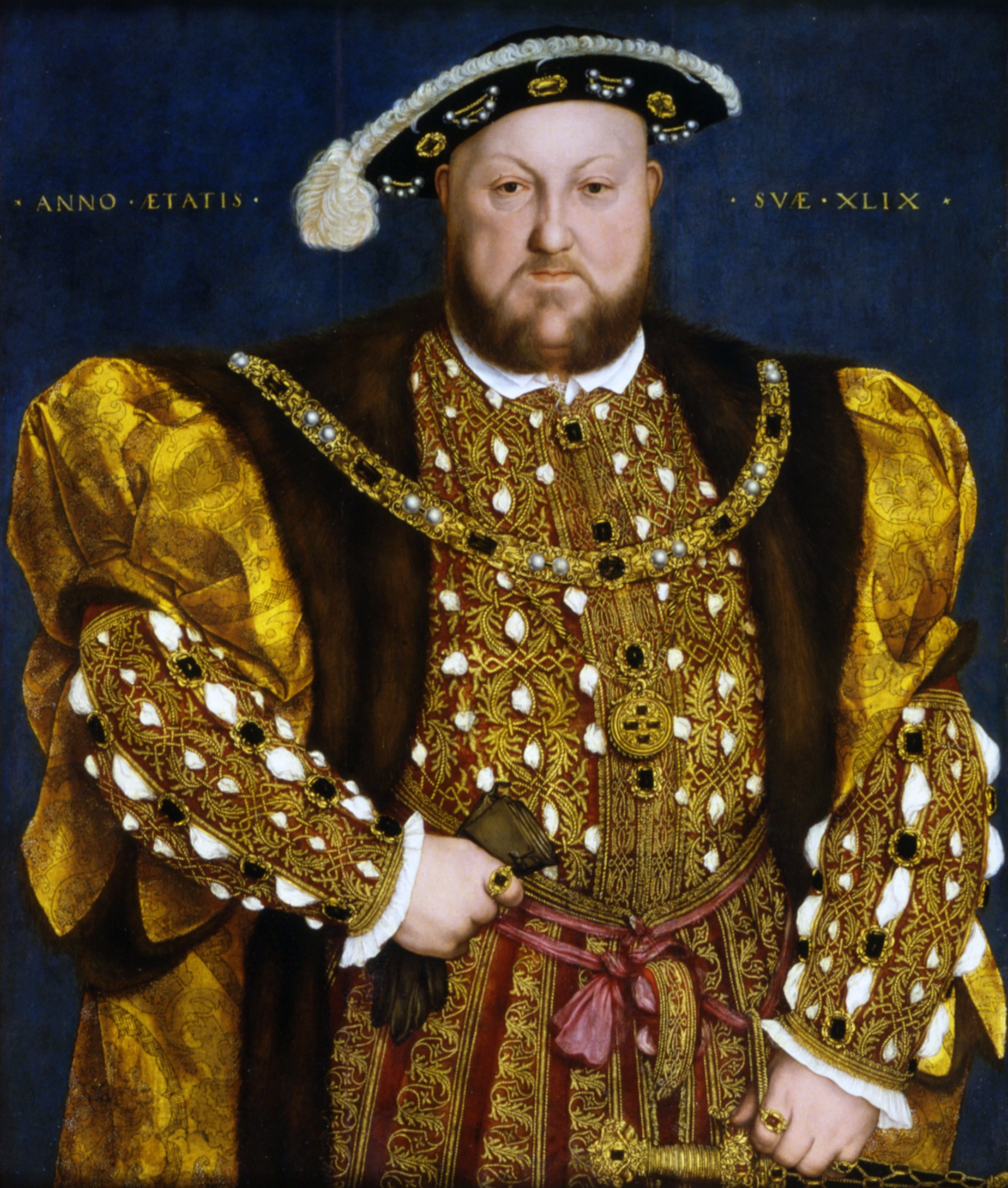
VIII. Henrik – Hans Holbein festménye

VIII. Henriknek a római katolikus egyházzal való szakítása hátterében alapvetően nem hitelvi, hanem az örökösödéssel kapcsolatos problémák álltak. Henrik ugyanis egyáltalán nem mutatott érdeklődést a protestantizmus iránt, annál inkább kívánta viszont Aragóniai Katalintól való válása kimondását. Miután VII. Kelemen pápa ezt megtagadta, és Henrik kikiáltotta magát az anglikán egyház fejévé, az egyházszakadás folytán Róma és London viszonya a végletekig elmérgesedett. Ezt hatalmas felfordulás követte mind a politikában, mind az egyházban: Henrik elkobozta a szerzetesrendek vagyonát és az egyéb egyházi vagyon jelentős részét, majd a királyi bevételek növelésére eladta azt a gentrynek, erősen érdekeltté téve azt az angol reformációban. (Az egyházi reformok nevezetes áldozata volt Morus Tamás.)
VIII. Henriknek három gyermeke volt, akik rövidebb-hosszabb időre mindhárman elfoglalhatták a trónt. Elsőként VI. Eduárd, aki mindössze tízéves volt, amikor 1547-ben megkoronázták. Nagybátyja, Edward Seymour – figyelmen kívül hagyva VIII. Henrik végakaratát – lényegében magához ragadta a hatalmat, és felvette a Protector címet. Bár megítélése ma is vitatott, tény, hogy kormányzása 1549-re válságba torkollott: több déli megyében (Kent, Cornwall, Devon) lázadás tört ki, miközben francia-skót invázió is fenyegetett. Végül John Dudley, a Seymour autokratikus módszereit megelégelt Régenstanács támogatásával, eltávolította a „Protectort”, és a maga kezében összpontosította a hatalmat. Seymourral ellentétben azonban Dudley jóval inkább figyelembe vette a környezetében levők tanácsait, így elfogadottsága is lényegesen magasabb volt.
1553-ban, míg VI. Eduárd gümőkórtól szenvedve halálos ágyán feküdt, Dudley azt tervezte, hogy Jane Grey-t, VIII. Henrik unokahúgát juttatja a trónra, és összeházasítja fiával, így őrizve meg befolyását. Az örökösödési rangsorban Jane előtt álló Mária azonban – a London utcáin felvonult tömeg támogatásával – megszerezte a hatalmat. A bigott katolikus Mária, V. Károly német-római császár befolyása alatt állva, megkísérelte helyreállítani az országban a katolicizmust. Emiatt 274 protestánst égettek meg máglyán, és Mária rendkívül népszerűtlenné vált mind a lakosság körében, mind az udvarban, ahol férje, II. Fülöp spanyol király embereinek befolyása súlyos érdeksérelmeket okozott. Népszerűtlensége idővel egyre tovább fokozódott, például miután elvesztette Calais-t, az utolsó angol birtokot a kontinensen. Mindazonáltal sikerült levernie az ifjabbik Sir Thomas Wyatt vezette lázadást.
I. Erzsébetnek 1558-as hatalomra jutása után sikerült valamelyest helyreállítani a rendet az Eduárd és Mária alatt káoszba süllyedt országban. Az országot VIII. Henrik óta megosztó vallási kérdéseket is sikerült megnyugtatóan rendezni. Erzsébet sikerei jórészt a protestánsok és katolikusok közötti ügyes egyensúlyozásnak voltak köszönhetők, bár uralkodása vége felé, a Spanyolország elleni háború alatt a katolikusokkal szemben keményebb politikát folytatott. Például azokat a katolikusokat, akik nem látogatták az általa irányított protestáns anglikán államegyház istentiszteleteit, először csupán pénzbírságra (20 font/hét), később viszont a „visszaesőket” börtön-, sőt halálbüntetésre is ítélhették.
A rabszolga-kereskedelem, amely nagyban segítette Angliát a nagyhatalmi státus elérésében, Erzsébet nevéhez fűződik: 1562-ben ő engedélyezte azt John Hawkins számára. Az afrikai rabszolgák importja olyan méreteket öltött, hogy 1596-ban már maga a királynő panaszkodott arra, hogy "annyi szerecsent hoztak az utóbbi időben az országba, hogy az már túl sok", 1601-ben pedig rendelettel kísérelte meg kiűzni őket Angliából – sikertelenül.

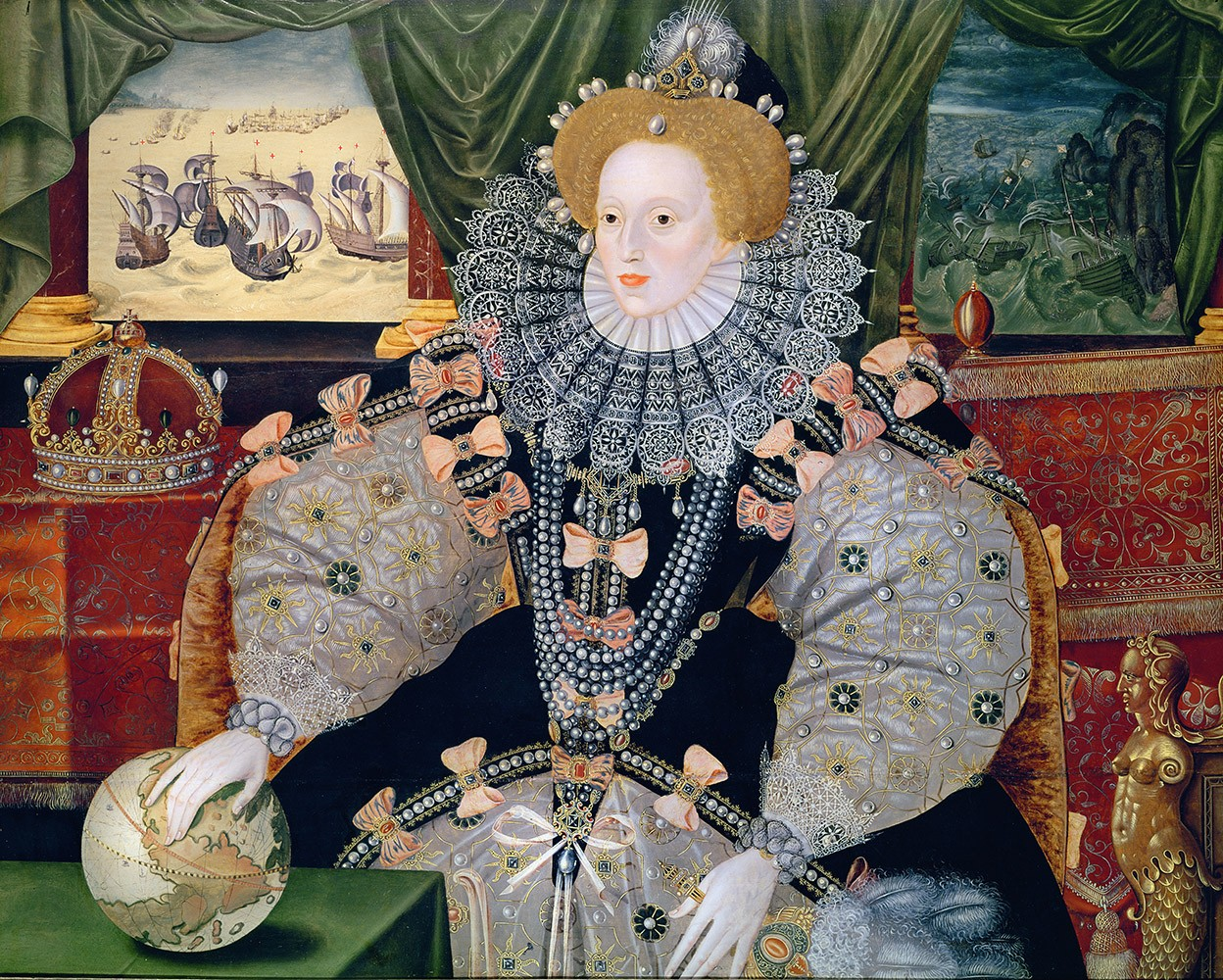
Erzsébet királynő a spanyol armada legyőzése alkalmából festett portrén

Erzsébet kormányzása viszonylagos stabilitást teremtett az országban, és sikerrel növelte a királyi hatalmat a régi nemesség rovására. Az angol történelem egyik legdicsőbb haditette is az ő uralkodása alatt történt: 1588-ban Sir Francis Drake vezetésével az angol flotta legyőzte a spanyol armadát. Az ezt követő háború azonban súlyos terhet jelentett Anglia számára, és csak Erzsébet halála után ért véget. Uralkodása során a kormányzat szerepe megerősödött, és komoly lépések történtek az egész országban egységes jogrend és közigazgatás megteremtése felé.
Összességében elmondható, hogy a Tudor-kor meghatározó fejezete az angol történelemnek, különösen ami a későbbi időszakra gyakorolt hatásait illeti. Ezek közül a legfontosabb az uralkodó és a Parlament közötti hatalommegosztás kérdésének rendezetlensége volt, ami végül elvezetett az angol polgárháborúhoz. Sok történész szerint Thomas Cromwell, VIII. Henrik főminisztere egyfajta „Tudor-forradalmat” indított el a kormányzatban, és kancellársága alatt jelentősen megnőtt a Parlament szerepe. Mások szerint a „forradalom” egészen Erzsébet uralkodásának végéig tartott, hisz ez volt az az időszak, ami alatt lezajlott a reformok konszolidációja. A Királyi Titkos Tanács, amely Erzsébet alatt rendkívül hatékonyan működött, a királynő halálával háttérbe szorult.

## A gyarmatosítás kezdetei

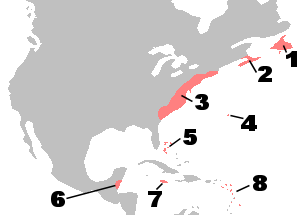
Brit gyarmatok Észak-Amerikában: c. 1750. 1: Újfundland; 2: Új-Skócia; 3: A tizenhárom gyarmat; 4: Bermuda; 5: Bahamák; 6: Brit Honduras; 7: Jamaica; 8: Kis-Antillák.

1607-ben a Virginia Társaság megalapította az első észak-amerikai angol gyarmatot, Jamestownt. Ezzel vette kezdetét az angol gyarmatosítás. Az elkövetkező időszakban sokan települtek át Angliából Észak-Amerikába vallási vagy gazdasági okokból. A déli gyarmatok földbirtokosai rövidesen Afrikából importált rabszolgákat kezdtek használni a dohány- és gyapotültetvények megművelésére. A gyarmatosításban részt vevő kereskedők az angliai régi földbirtokos réteghez hasonló vagyonokat szereztek, ami megalapozta a középosztály felemelkedését, visszavonhatatlanul megváltoztatva a társadalmi erőviszonyokat.

## Vallási konfliktusok és polgárháború
I. Erzsébet közvetlen trónörökös nélkül halt meg 1603-ban. Legközelebbi protestáns férfi hozzátartozója VI. Jakab, skót király volt, így ő követte a trónon I. Jakab néven. Ezzel ő lett az első uralkodó, aki – ha csak perszonálunióban is, de – egyesítette a Brit-sziget országait. Jakab ellen több merényletet is megkíséreltek, ezek egyikét katolikus összeesküvők, tovább fokozva a katolikusokkal szembeni ellenszenvet az országban.

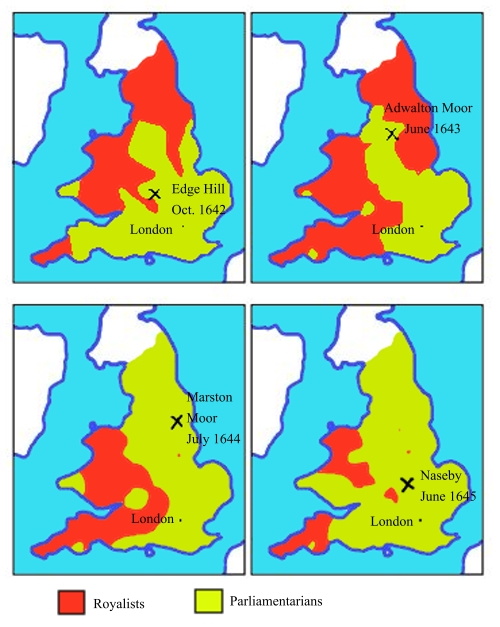
A Parlament (zöld) és a királypártiak (vörös) által uralt terület a polgárháborúban, és a jelentősebb csaták (1642–1645)

Az angol polgárháború 1642-ben tört ki, elsősorban a Jakab fia, I. Károly és a Parlament közötti sorozatos összeütközések következtében. A parlamentiek 1645-ös győzelme Nasebynél lényegében megsemmisítette a királypárti hadsereget. Károly Newarknál megadta magát a skót hadseregnek. A skótok 1647-ben átadták a Parlamentnek. Károly megszökött, és újrakezdte a harcot, de rövid idő múlva ismét a Parlament kezére jutott, majd perét követően lefejezték. 1649-ben kikiáltották a köztársaságot, amelyet 1653-tól Lord Protector-ként Oliver Cromwell irányított. Őt jóval kevésbé nagy formátumú volt fia, Richard követte, aki rövid idő múlva lemondani kényszerült, és 1660-ban helyreállították a királyságot, és II. Károly végre elfoglalhatta apja trónját.

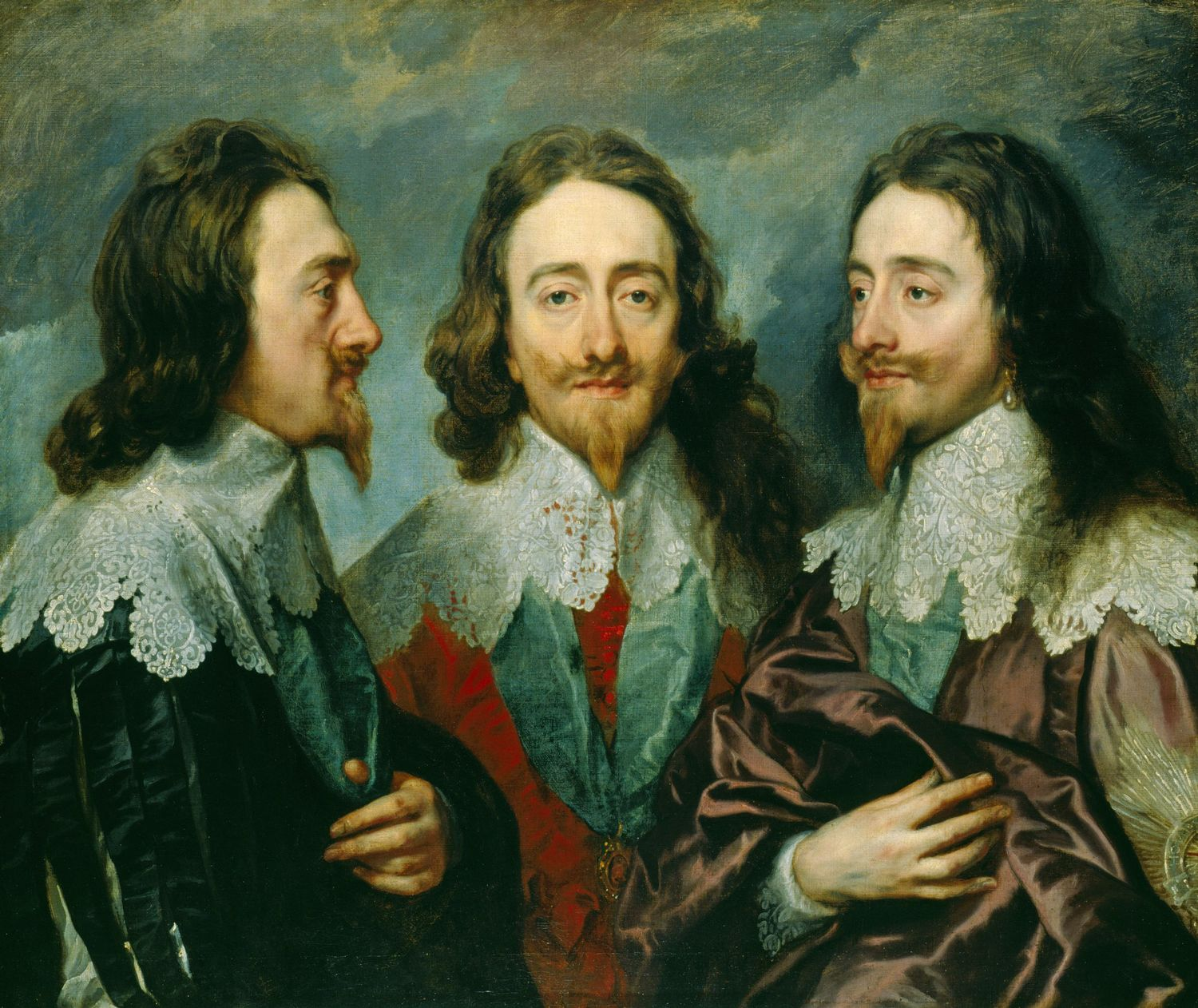
I. Károly

1665-ben Londont pestisjárvány sújtotta, egy évvel később pedig tűzvész pusztított a városban, amelynek 15 000 épület esett áldozatul, és bár a hagyomány szerint 10-nél kevesebb emberéletet követelt, újabb feltételezések szerint több száz, de inkább több ezer áldozata is lehetett.
1689-ben a „dicsőséges forradalom” nyomán II. Jakabot Orániai Vilmos váltotta a trónon. Ennek hatására Írországban és Skóciában a Jakabhoz hű katolikusok véres felkeléseket robbantottak ki. Ezek a jakobita lázadások egészen a 18. század közepéig folytatódtak.
1707-ben az Acts of Union (Egyesülési Törvény) kimondta Anglia (és Wales) és Skócia egyesülését Nagy-Britannia Egyesült Királysága néven (röviden Nagy-Britannia Királysága). Bár mindkét ország parlamentje jóváhagyta a törvényt, a skótok csak erőteljes angol gazdasági nyomás hatására voltak kénytelenek elfogadni azt.
(Megj.: Az Egyesülési Törvény elfogadását követően Anglia és Nagy-Britannia történelme jelentős részben egybeesik, lévén az előbbi a szigetek meghatározó hatalma. Emiatt a cikk további részében a kettőt jórészt azonosnak tekintjük.)

## Az ipari forradalom
A 18. század végén és a 19. század elején (a világon elsőként Nagy-Britanniában) lezajló ipari forradalom nagyarányú átrendeződést hozott, átalakítva a korábbi mezőgazdasági alapú társadalmat. A korábban a mezőgazdaságban foglalkoztatott népesség tömegesen áramlott a városokba, ahol számos új munkahely jött létre, kezdetben főként a modern gőzgépekkel felszerelt textilipari üzemekben, amelyek a méretgazdaságosság, a megnövelt termelékenység és az olcsó munkaerő révén rövid idő alatt tönkretették a falusi, családi háziüzemeket. A városok túlnépesedése, rossz infrastrukturális ellátottsága, az alacsony keresetek miatt a lakosság egészségi állapota katasztrofális volt. (Jellemző, hogy a 19. század elején Manchesterben a születéskor várható élettartam 16 év(!) volt.) A magas munkanélküliség miatt a bűnözés is óriási méreteket öltött.
Az iparosodás számos társadalmi feszültséggel járt, sokan a megélhetésüket féltették a gépektől. Gyakoriak voltak emiatt a gyárak elleni szabotázsakciók, amelyek számos esetben a – vitatott megítélésű – luddita mozgalomhoz voltak köthetők.

## Anglia modern kori történelme

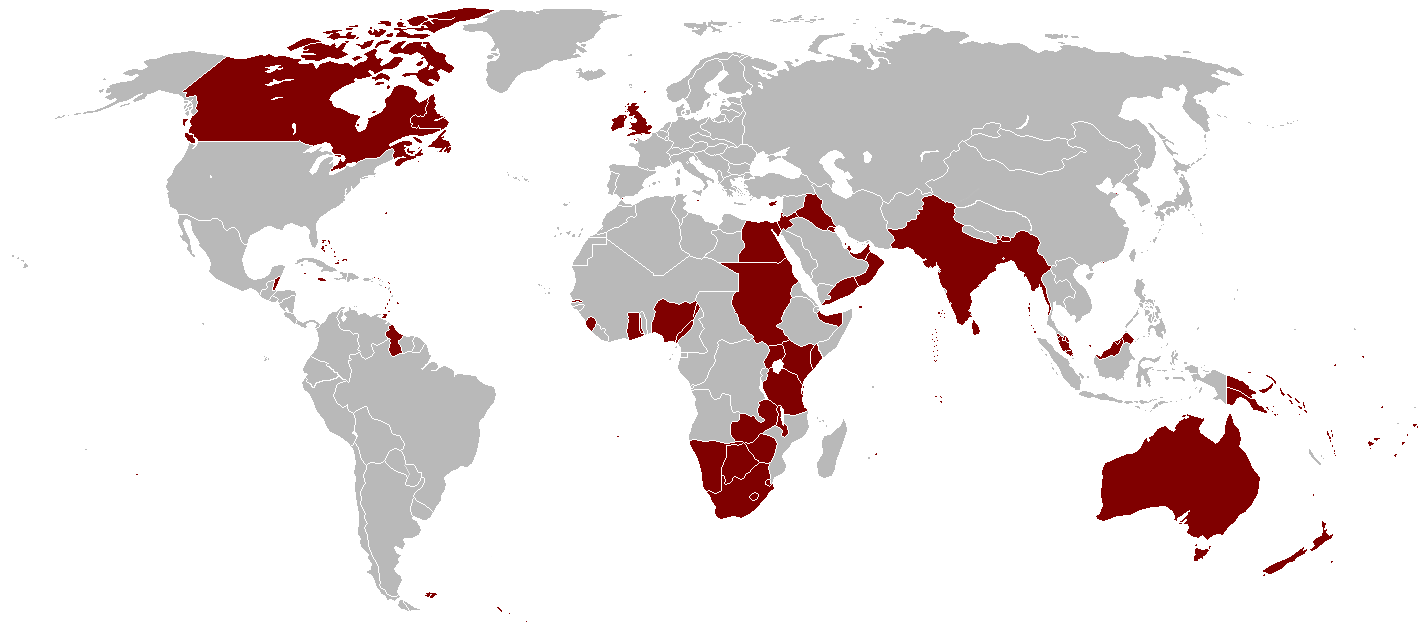
A barna színnel jelzett területek mutatják a Brit Birodalom 1921-es kiterjedését.

Az 1801. január 1-jén hatályba lépett Második Egyesülési Törvény hivatalosan is a brit korona fennhatósága alá rendelte Írországot, létrehozva "Nagy-Britannia és Írország Egyesült Királyságát". Bár Anglia nem létezett tovább önálló államként, továbbra is megőrizte dominanciáját, politikai és gazdasági vezető szerepét. London továbbra is a terebélyesedő birodalom központja maradt.
A 19. század elejétől a növekvő létszámú munkásosztály egyre inkább kezdte megtalálni a saját hangját. Az ipar koncentrációja elvezetett a szakszervezetek kialakulásához, amelyek, bár kezdetben elnyomták őket, hamarosan kellően megerősödtek, hogy hatékonyan érvényesítsék a munkásság érdekeit.
A chartista mozgalom kezdeteit az 1832-ben elfogadott Reform Billhez szokás kötni, amely a középosztály nagyobb részét választójoghoz juttatta, kizárta azonban abból a munkásosztályt. Ez utóbbi elárulva érezte magát, félrevezetéssel vádolva a kormányzatot. 1838-ban hat parlamenti tag és hat munkás bizottságot alapított, amely kiadta a Népi Chartát.

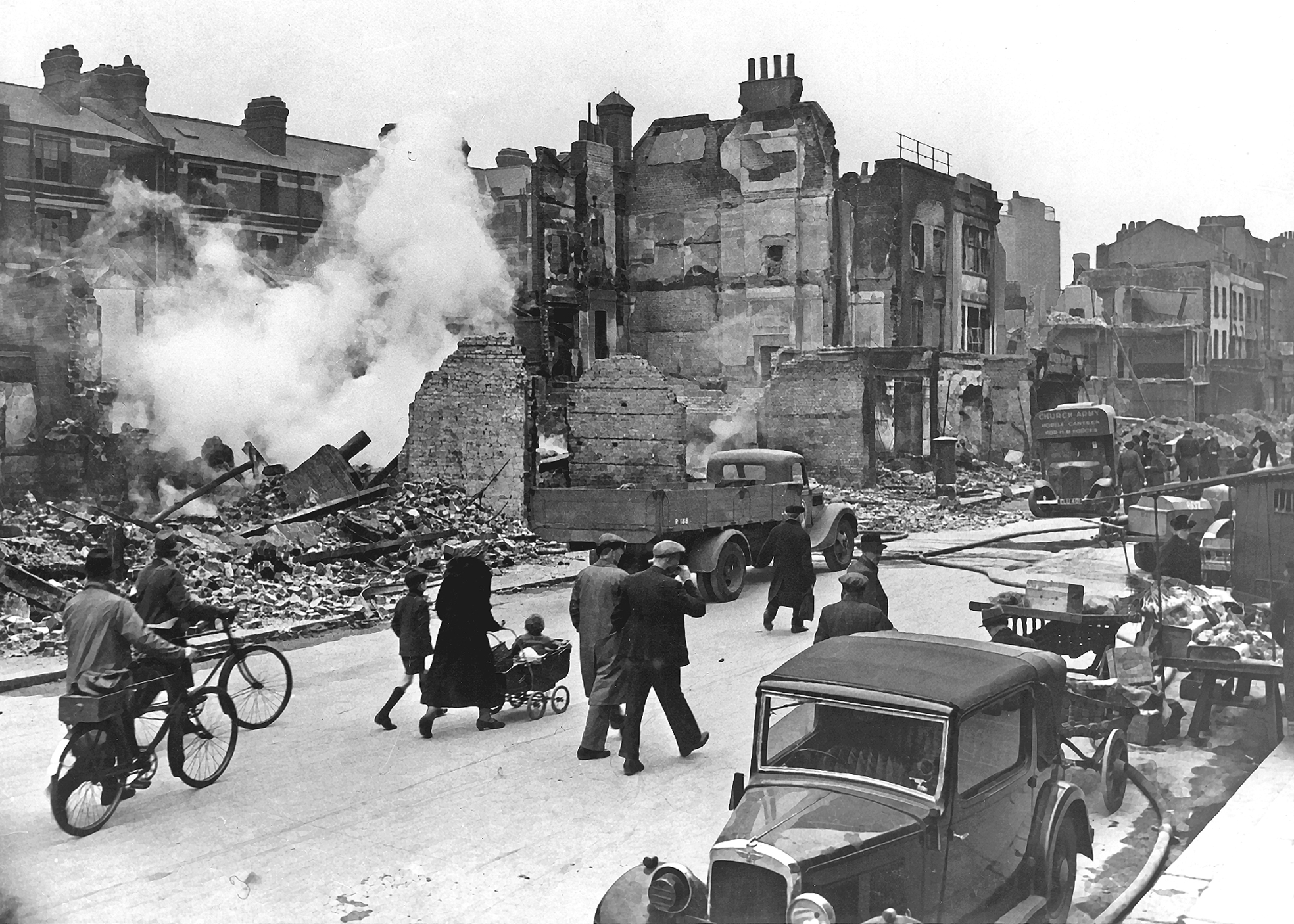
London a II. világháborúban

Az 1848 forradalmi hulláma elkerülte Angliát. Viktória királynő uralkodását a hatalmas társadalmi különbségek ellenére is széles konszenzus jellemezte.
1921-ben az angol-ír szerződéssel létrejött az Ír Szabadállam (a mai Ír Köztársaság), így a "maradék" ország neve "Nagy-Britannia és Észak-Írország Egyesült Királysága" lett.
A második világháborúban Anglia viselte a német bombázás terheinek túlnyomó részét, városaiban és infrastruktúrájában egyaránt rendkívül súlyos károk keletkeztek. Az ország hamar kiheverte a háborús veszteségeket, és, miközben a Brit Birodalom világgazdasági súlya gyorsan hanyatlott, Anglia megőrizte vezető szerepét a Brit-szigetek országai között. 1999-ben létrejött az önálló skót és walesi parlament, Angliában azonban nem alakult hasonló testület, jelezve, hogy az intézkedések egyik célja az angol hegemónia mérséklése volt.